# Piasecki HUP Retriever
Piasecki H-25 Army Mule/HUP Retriever je bil ameriški enomotorni helikopter s tandem rotorji. Razvilo ga je ameriško podjeteje Piasecki Helicopter Corporation v poznih 1940ih in zgodnjih 1950ih. Podjetje Piasecki se je leta 1956 preimenovalo v Vertol Aircraft Corporation, katerega je leta 1960 kupil Boeing Aircraft Company in tako je nastal Boeing-Vertol.
Prototip z oznako  XHJP-1 je prvič poletel marca 1948. proizvodna letala so imela oznako HUP-1. Oba rotorja je poganjal en bencinski zvezdasti motor.

## Specifikacije (HUP-3)
Splošne karakteristike
- Posadka: 2 pilota
- Število sedežev: 4 potniki
- Dolžina: 56 ft 11 in (17,35 m)
- Premer rotorja: 35 ft 0 in (10,67 m)
- Višina: 12 ft 6 in (3,81 m)
- Površina rotorjev: 1924 ft² (179 m²)
- Teža praznega letala: 3928 lb (1782 kg)
- Naložena teža: 5750 lb (2608 kg)
- Maks. vzletna teža: 6100 lb (2767 kg)
- Pogon letala: 1 ×  bencinski zvezdasti motor Continental R-975-46A, 550 KM (410 kW)

 Zmogljivost 
- Maks. hitrost: 105 mph (169 km/h)
- Doseg: 340 milj (547 km)
- Višina leta: 10000 ft (3048 m)
- Hitrost vzpenjanja: 100 ft/min (5,01 m/s)
- Obremenitev rotorja: 3 lb/ft² (15 kg/m²)
- Razmerje moč/teža: 0,09 KM/lb (0,16 kW/kg)